# Rozpětí paží
Rozpětí paží je jedna ze základních antropometrických charakteristik. Určuje se jako vzdálenost mezi špičkami prostředních prstů každé ruky, přičemž paže jsou zcela napnuty v upažení. Rozpětí paží je poměrně snadno změřitelné, dosahuje podobných hodnot jako tělesná výška a jeho znalost může být využita k odhadu dalších tělesných proporcí či k výpočtu indexů tělesných proporcí jejich vzájemným porovnáváním.
Výzkum Masarykovy univerzity z roku 2014 ukázal u české populace průměrné rozpětí paží u mužů 180,2 cm (průměrná výška 177,4 cm a index rozpětí paží 101,60 %) a u žen 164,9 cm (průměrná výška 165,1 cm a index rozpětí paží 99,90 %).
V praxi naměřené hodnoty rozpětí paží využívá především ergonomie (stejně jako další antropometrické ukazatele), a to zohledňováním tělesných rozměrů populace např. při určování konfekčních velikostí oděvů nebo rozměrů nábytku a strojů. Nevýhodou tohoto měření je fakt, že rozpětí paží zahrnuje i šířku trupu měřené osoby, naopak výhodou je jeho jednoduchost.

## Způsoby měření rozpětí paží

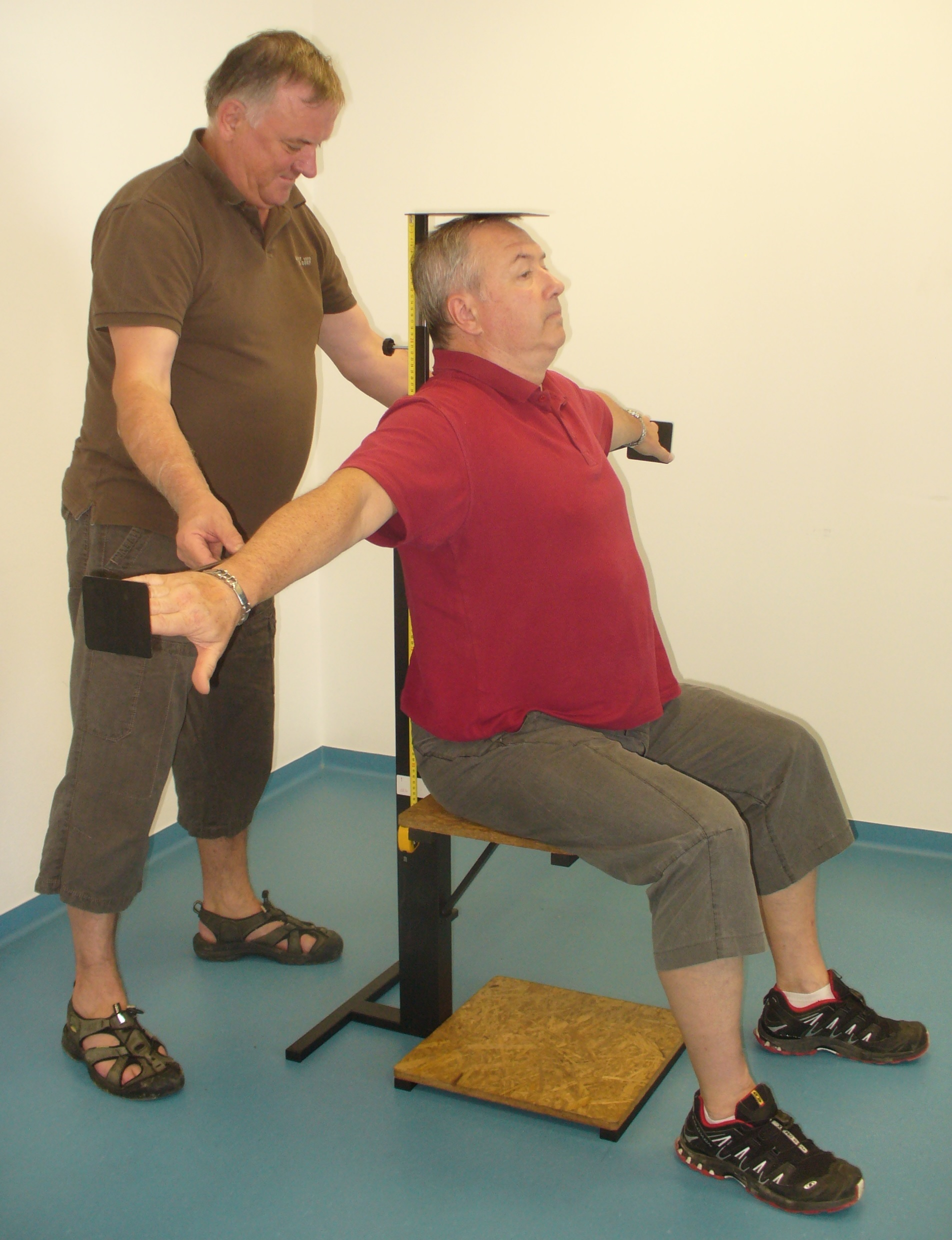
Měření rozpětí paží

- Testovaná osoba stojí nebo leží, má zcela napnuté paže; změříme vzdálenost mezi špičkami prostředních prstů.[1] Při využití tohoto způsobu měření ovšem může docházet k nepřesnostem způsobeným neúplně nataženým měřícím pásmem.
- Testovaná osoba stojí těsně u zdi, má zcela napnuté paže; označíme na zdi místa, kde se zdi dotýkají konce špiček prostředních prstů a následně změříme vzdálenost mezi těmito značkami.[1] Tento způsob měření je relativně přesný, ovšem časově poměrně náročný (pokud chceme změřit více osob, musíme zajistit snadnou a rychlou omyvatelnost použité zdi a po každém měření odstranit vytvořené značky) – není tedy vhodné využívat tento způsob při rozsáhlejších měřeních, kdy potřebujeme změřit více osob během krátkého časového úseku.
- Testovaná osoba stojí u zdi, které se dotýká zády, paže jsou zcela propnuty v upažení a konec prostředního prstu jedné ruky se v rohu dotýká druhé zdi kolmé na tu, o kterou se testovaná osoba opírá zády. Označíme na zdi konec špičky prstu druhé ruky a změříme vzdálenost mezi rohem a značkou.[4] Využití rohu místnosti pro měření rozpětí paží celou akci významně zjednodušuje, ovšem je potřeba vzít na vědomí polohu pásma při samotném měření vzdálenosti od rohu místnosti ke značce – měřící pásmo musí být rovnoběžně se zemí, resp. položené kolmo vzhledem ke svislé hraně zdi v rohu místnosti. Pokud by měřící pásmo bylo na zeď položeno šikmo (v rohu, kterého se testovaná osoba dotýkala nejdelším prstem jedné ruky, by konec pásma byl výše nebo naopak níže než označení polohy nejdelšího prstu druhé ruky na zdi), naměřili bychom větší vzdálenost a tedy nepravdivou hodnotu rozpětí paží testované osoby.
- Výzkumný tým z Fakulty sportovních studií Masarykovy univerzity sestrojil vlastní přenosné měřící zařízení (viz obrázek), které se kromě měření rozpětí paží využívá i pro měření tělesné výšky a výšky v sedě. Toto zařízení bylo využito při realizaci výzkumu úrovně pohybové aktivity české populace v letech 2011 až 2013.[5] Měření rozpětí paží na tomto zařízení probíhá následujícím způsobem: měřená osoba sedí na sedátku, které je součástí tohoto zařízení, a rukama odtlačí od sebe zarážky na koncích horizontální části zařízení, jehož kostra (včetně horizontální části opatřené měřícím pásmem) je umístěna za zády testované osoby.

Když se měřená osoba v upažení se zcela propnutými pažemi dotýká zarážek na konci horizontálně umístěné tyče pouze konečky prstů, odečteme z pásma připevněného k této části zařízení naměřenou hodnotu rozpětí paží testované osoby a to s přesností na 0,1 cm. Měření využitím tohoto zařízení je rychlejší a přesnější než měření pomocí značek na zdi.

## Index rozpětí paží
K výpočtu tohoto indexu potřebujeme znát rozpětí paží a tělesnou výšku testované osoby. Index rozpětí paží spočítáme jako poměr rozpětí paží a tělesné výšky × 100.
Pokud je hodnota tohoto procentuálního indexu vyšší než 100, pak je rozpětí paží testované osoby větší než její tělesná výška.
Pokud je hodnota procentuálního indexu naopak nižší než 100, pak má testovaná osoba větší tělesnou výšku než rozpětí paží.
Vyšších hodnot indexu dosahují Afričané, nižších Evropané a nejnižších mongoloidní asijské populace. Ovšem tento index je ovlivněn šířkou trupu (stejně jako samotné rozpětí paží).